# 哈爾登巴赫河

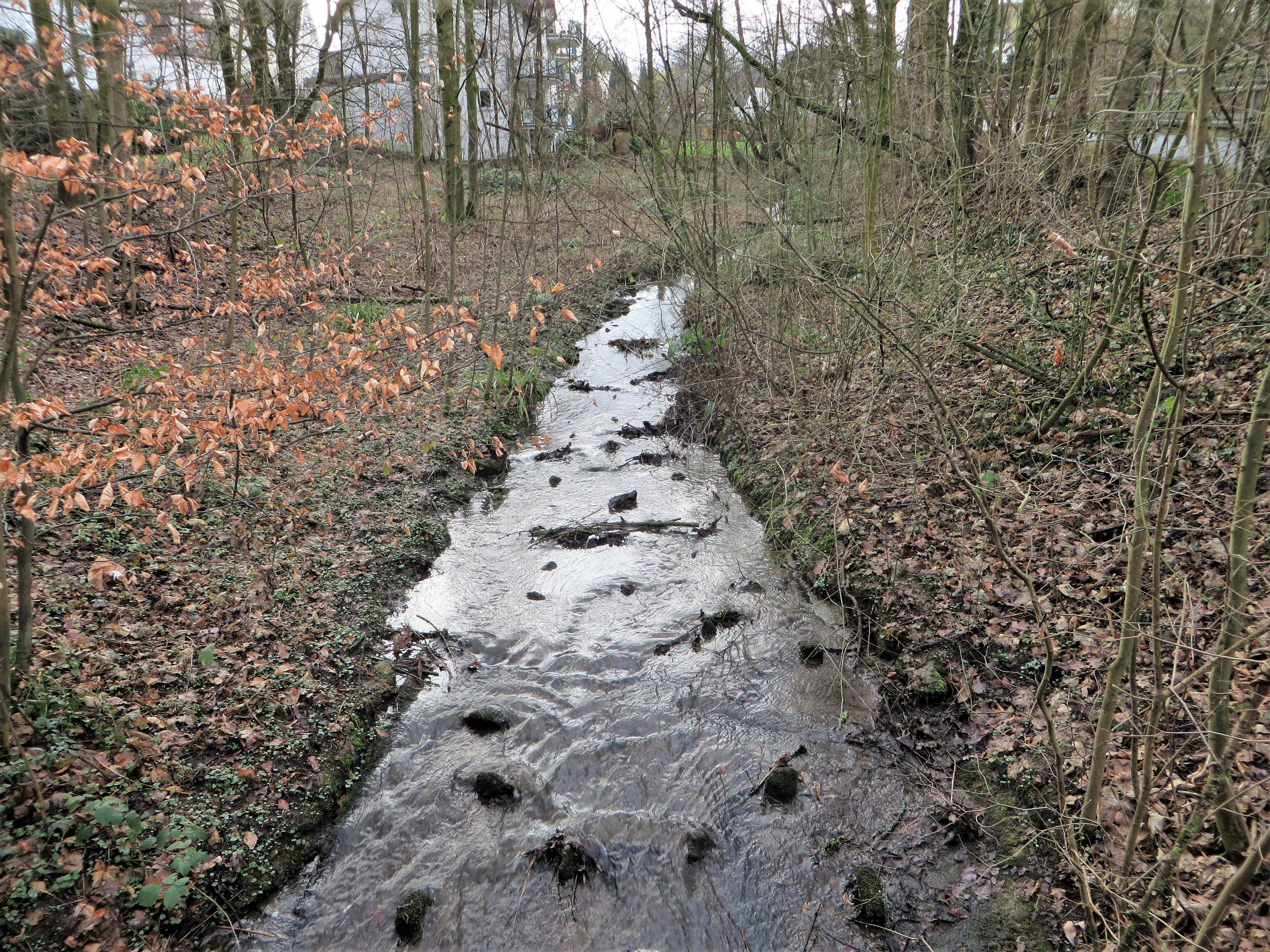

51°23′10.96″N 7°31′19.52″E / 51.3863778°N 7.5220889°E
哈爾登巴赫河（德語：Haldener Bach），是德國的河流，位於該國西部，處於北萊茵-威斯特法倫州，屬於萊內河的支流，河道全長2.8公里，流域面積1.9平方公里。